# De Vennen (waterschap)
De Vennen is een voormalig waterschap in de Nederlandse provincie Groningen.
Het schap lag ter weerszijden van de Kerkstraat van Zuidbroek, tussen de A7 en het Winschoterdiep. Het gebied waterde af op het waterschap Uiterburen, via een klieve.
Waterstaatkundig gezien ligt het gebied sinds 2000 binnen dat van het waterschap Hunze en Aa's.

## Delfzijl
Bij Delfzijl lag ook een waterschap met de naam De Vennen. Dit is in 1909 opgesplitst in de schappen de Noordelijke en Zuidelijke Vennen.